# インジェニュイティ
インジェニュイティ（英語: Ingenuity）は、NASAのマーズ2020ミッションの一環として火星で運用されている小型のロボットヘリコプター。2021年4月19日、地球以外の惑星で航空機による最初の動力制御飛行を無事に完了。垂直離陸、ホバリングを39.1秒の飛行時間で行い着陸した。
インジェニュイティは、NASAのジェット推進研究所（JPL）によって設計、製造された。その他に、NASAエイムズ研究センター、NASAラングレー研究所、エアロ・ヴァイロンメント、ソロエアロ、およびロッキード・マーティン・スペースが貢献している。
重量は約4ポンド、1.8kgほどのこの機体の開発には8,500万ドルが費やされた。
インジェニュイティは、太陽電池で電力を供給し、上下に取り付けられたデュアル逆回転ローターで飛行する。30日間の技術デモンストレーションの間、インジェニュイティ は、地上から3–5 m (10–16 ft)範囲の高度で最大5回、それぞれ最大90秒間飛行することを目的としていた。3回目の飛行で予想の距離を超え、4回目の飛行で飛行時間が超過した。これらの技術的な成功により、インジェニュイティは当初の目的を達成した。飛行は、直接の人間の制御なしで地球から7千5百万キロメートル以上離れた別の惑星の非常に薄い大気の中を飛ぶヘリコプターの能力を証明した。インジェニュイティは、JPLによって計画され、スクリプト化され、送信された操作を自律的に動作し実行する。
簡単なデモンストレーションフェーズの後、JPLは、空中偵察が火星や他の惑星の将来の探査にどのように役立つかを示すために、運用デモンストレーションとしてさらに多くの飛行を開始した。その運用役割では、インジェニュイティは、パーサヴィアランスローバーであり得る試験ために関心のある分野を観察する。
インジェニュイティは、2021年2月18日にジェゼロクレーターのオクティヴィア・E・バトラー・ランディング着陸地点に着陸したパーサヴィアランスの下側に取り付けられ火星に移動した。2021年4月3日に、ヘリコプターは地上に配備され、パーサヴィアランスは、ドローンが最初の飛行を行う安全な「緩衝地帯」を確保するために100 m (330 ft)離れたところに移動する。3時間後、JPLミッションコントロールのライブストリーミングTVフィードで成功が確認された。2021年4月30日の4回目の飛行で、インジェニュイティの飛行音がパーサヴィアランスのマイクロフォンによって録音された。地球外の惑星にいる宇宙船が別の探査機の音を記録したのはこれが世界最初である。
インジェニュイティは、1903年に世界初の飛行を行ったライト兄弟の空気より重い動力付き飛行機械「ライトフライヤー号」の翼から一枚の布を運んでいる。インジェニュイティの最初の離着陸エリアは、オマージュとしてライト兄弟フィールドと呼ばれている。インジェニュイティ以前は、地球以外の惑星での最初の飛行は、1985年、ソビエトのベガ1号宇宙船による、金星での無重力の気球飛行であった。
2024年1月18日に行われた72回目の着陸後に撮影された写真でローターブレードが1枚以上損傷していることが確認され、これ以上の飛行は難しいと判断され運用を終了した。この72回の飛行で、総飛行時間は2時間以上、当初の飛行計画（30日間に5回）の14倍以上の距離を飛行した。

## ギャラリー

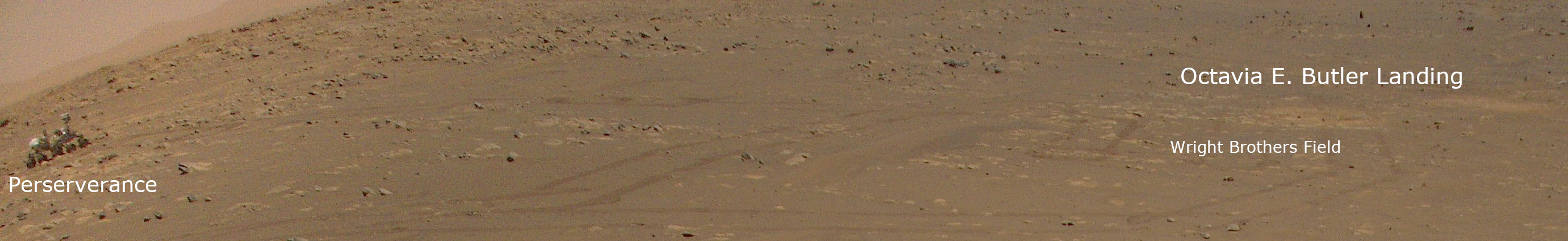
インジェニュイティヘリコプターが空中5.0mから撮影した約85m先のパーサヴィアランスローバー（左）。（2021年4月25日）

## 設計

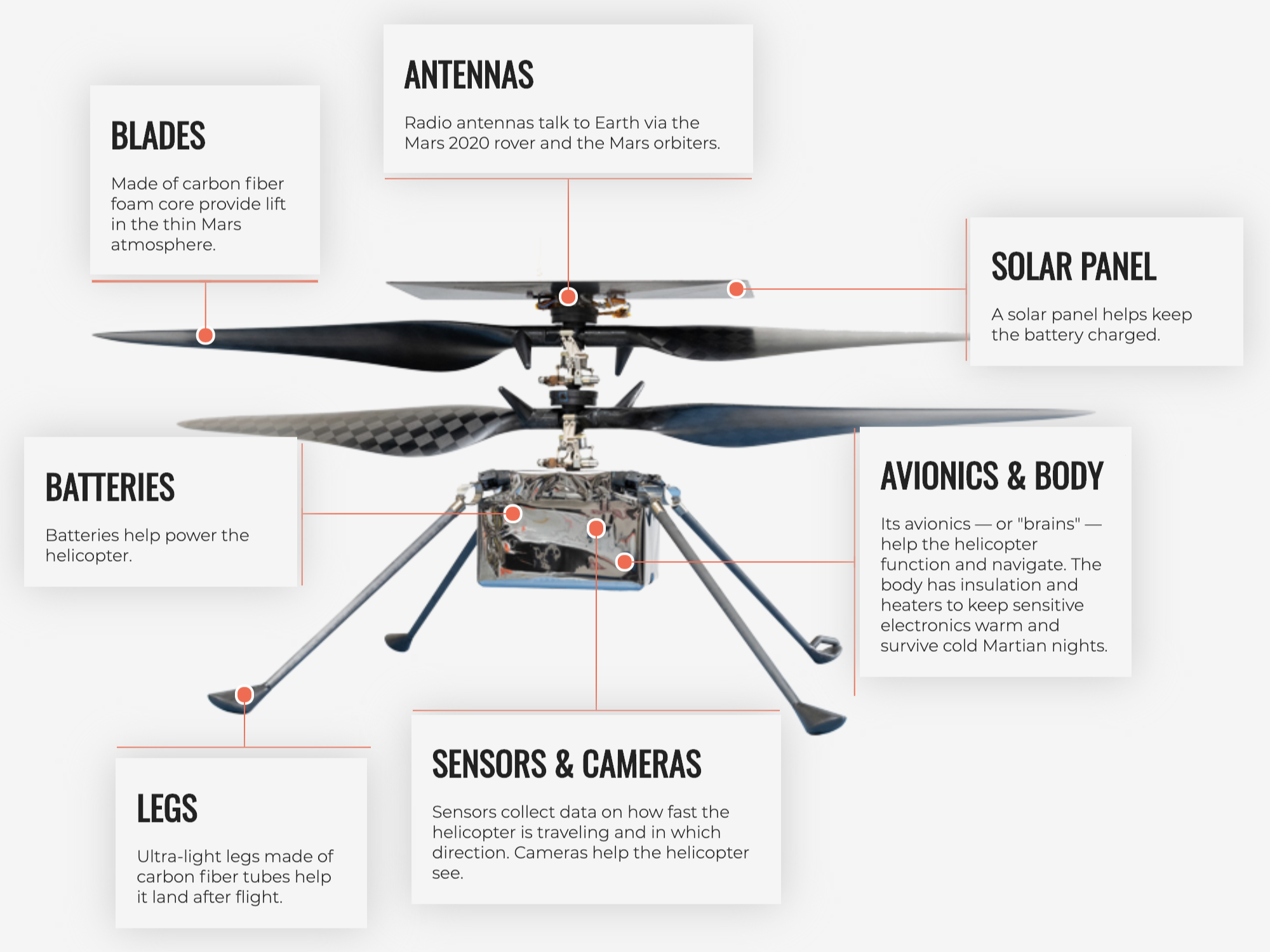
インジェニュイティの主な構成要素

| ローター速度               | 2400〜2700 rpm                                          |
| 羽根先速度                 | <0.7マッハ                                              |
| 当初予定されていた稼働時間 | 30ソル内で1〜5回のフライト                              |
| 飛行時間                   | フライトあたり最大167秒                                 |
| 最大範囲、飛行             | 625 m (2,050 ft)                                        |
| 最大範囲、無線             | 1,000 m (3,300 ft)                                      |
| 最大高度                   | 12 m (39 ft)                                            |
| 可能な最大速度             | Horizontal: 10 m/s (33 ft/s) Vertical: 3 m/s (9.8 ft/s) |
| バッテリー容量             | 35–40 Wh (130–140 kJ)                                   |

火星の低重力（地球の約3分の1）は、火星の95％を占める二酸化炭素で構成されている大気の薄さを部分的に相殺するだけであるため 、地球上と異なり航空機が自機を浮かび上がらせるために必要となる適切な揚力を生成するのがはるかに困難である。
火星の大気密度は、海面での地球の大気圧の約1⁄100、または既存のヘリコプターが到達することのない高度87,000 ft (27,000 m)とほぼ同じである。

### ローター
インジェニュイティは（火星上で）自機の高度を上げるために大きく拡大され特殊形状となっているローターブレードを持ち、そして、少なくとも2400から最大2900rpm、または地球上で必要とされる速度の約10倍の速度で回転する必要がある。
このため、ローターは直径約4 ft (1.2 m)の逆回転同軸反転ローターを使用している。各ローターは、集合ピッチと周期ピッチの両方に影響を与える可能性のある個別の斜板によって制御される。
プロペラの重さは合計でわずか70gである。

### 観測装置
搭載されているカメラは2つあり、下向きの白黒ナビゲーションカメラ（NAV）と、地球に送るための地形画像を作成するためのカラーカメラ（RTE）。航空機は、打ち上げ時の加速や振動に耐えるため、宇宙船仕様に合わせて製作され、火星の環境で動作できる耐放射線システムも含まれている。

### 姿勢制御装置
火星の磁場に一貫性がないことから、インジェニュイティはナビゲーションにコンパスを使用できないため、代わりに2つのアセンブリにグループ化されたさまざまなセンサーに依存している。すべてのセンサーは市販のユニットである。
上部センサーアセンブリは関連する防振要素を備え、車両の重心近くのマストに取り付けられ、角速度と加速度の影響を最小限に抑える。これは、携帯電話グレードのBosch BMI-160慣性測定ユニット（IMU）と傾斜計（ Murata SCA100T-D02）で構成されており、飛行前に地上でのみ使用され、IMU加速度計のバイアスを校正する。
下部センサーアセンブリは、高度計（ガーミン LIDAR Lite v3）、カメラとセカンダリIMUの両方で構成され、すべてマストではなく電子機器コアモジュールに直接取り付けられている。下向きのオムニビジョンOV7251カメラは、視覚オドメトリをサポートする。このオドメトリでは、画像が処理されて、ヘリコプターの位置、速度、姿勢、およびその他の変数を計算するナビゲーションソリューションが生成される。

### バッテリーと充電装置
インジェニュイティはソーラーパネルを使用してバッテリーを充電する。このバッテリーは35–40 Wh (130–140 kJ)のエネルギー容量 （銘板容量2 Ah ）を持つソニー製リチウムイオン電池6個を搭載している。
飛行時間は利用可能な電力によって制約されないが、モーターが毎秒摂氏1度加熱することによって制約される。

### プロセッサ
インジェニュイティはLinuxオペレーティングシステムを搭載したQualcomm Snapdragon801プロセッサを使用する。
他の機能の中でも、このプロセッサは、ナビゲーションカメラで追跡された地形の特徴から導出された推定速度を介して視覚的なナビゲーションアルゴリズムを制御する。Qualcommプロセッサは、必要な飛行制御機能を実行するために2つの飛行制御マイクロコントローラユニット（MCU）に接続される。

### 通信システム
通信システムは、インジェニュイティとパーサヴィアランスローバー母機間のデータ交換をサポートするモノポールアンテナを備えた2つの同一の無線機で構成される。無線リンクは、ローバーとインジェニュイティの両方に取り付けられた914 MHz SiFlex 02 チップセットによって実装された低電力のZigbee通信プロトコルに基づいて構築されている。通信システムは、最大1,000 m（3,300フィート）の距離にわたって250 kbit/sでデータを中継するように設計されている。インジェニュイティのソーラーパネルにあるアンテナの重量は4グラムで、すべての方向に均等に通信が行える。

## ライト兄弟へのオマージュ
NASAとJPLの関係者は、地球上で飛行機の初飛行を行ったライト兄弟の飛行になぞらえ、インジェニュイティの初飛行を「ライト兄弟の瞬間」と表現した。また初飛行を行ったライトフライヤー号の翼布の一部が、インジェニュイティのソーラーパネル下のケーブルに取り付けられている。1969年、アポロ11号のニール・アームストロングは、月着陸船イーグル号に同様のライトフライヤー号の遺物を積んでいた。
NASAは、インジェニュイティの最初の離着陸滑走路「ライトブラザーズフィールド」を指名した。国連の機関である国際民間航空機関は、ジェゼロクレーターにJZROの空港コード（ICAO空港コード）、ドローン自体のICAO機種コードをIGY、コールサインとして「INGENUITY」を与えた。

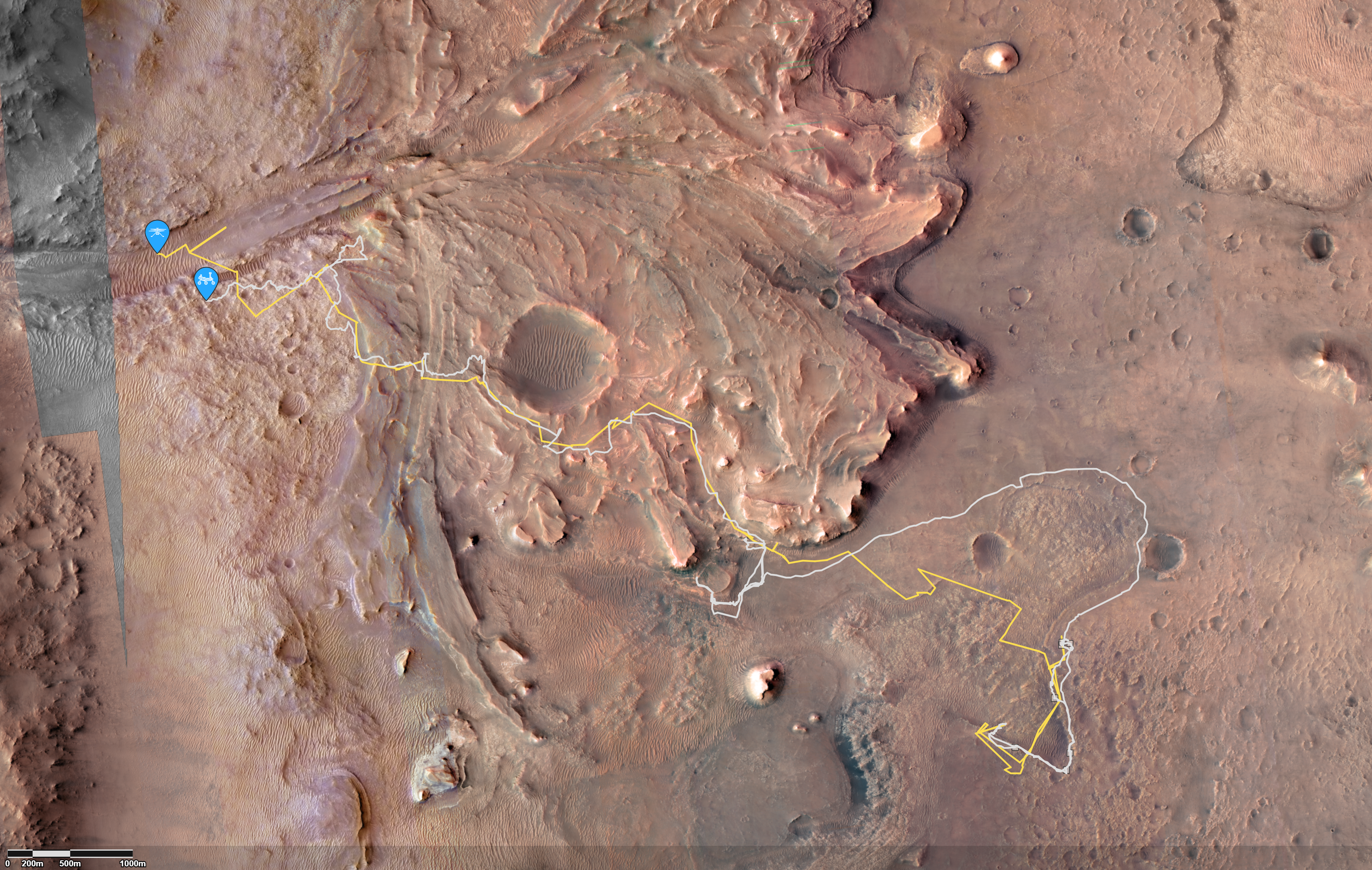
黄色がインジェニュイティの飛行経路、白線が火星探査車パーサヴィアランスの経路

### 引用
1. 1 2 3 4 5 6   この記事には現在パブリックドメインとなった“Ingenuity Mars Helicopter Landing Press Kit”.   NASA (2021年1月). 2021年2月18日時点のオリジナルよりアーカイブ。2021年2月14日閲覧。からの記述が含まれています。
2. 1 2  Clarke, Stephen (2018年5月14日). “Helicopter to accompany NASA's next Mars rover to Red Planet”. Spaceflight Now
3. 1 2 3   この記事には現在パブリックドメインとなった“Mars Helicopter Fact Sheet”.   NASA (2020年2月). 2020年3月22日時点のオリジナルよりアーカイブ。2020年5月2日閲覧。からの記述が含まれています。
4. ↑   この記事には現在パブリックドメインとなった“Mars Helicopter”. mars.nasa.gov.   NASA. 2020年4月16日時点のオリジナルよりアーカイブ。2020年5月2日閲覧。からの記述が含まれています。
5. 1 2 3 4 5  “After Three Years on Mars, NASA’s Ingenuity Helicopter Mission Ends - NASA” (英語). 2024年1月26日閲覧。
6. 1 2  “火星ヘリコプター「インジェニュイティ」、ミッション終了–3年間に18kmを飛行”.   UchuBiz. 2024年1月26日閲覧。
7. ↑  “Mars Science Helicopter”. spacenews.com.   Space News. 2020年6月24日閲覧。
8. ↑  AFP Staff Writers (2021年4月19日). “Ingenuity helicopter successfully flew on Mars: NASA”. Mars Daily.  ScienceDaily. 2021年4月19日閲覧。
9. ↑  Palca, Joe (2021年4月19日). “Success! NASA's Ingenuity Makes First Powered Flight On Mars”. National Public Radio 2021年4月19日閲覧。
10. ↑  Hotz, Robert Lee (2021年4月19日). “NASA's Mars Helicopter Ingenuity Successfully Makes Historic First Flight” (英語). Wall Street Journal. ISSN 0099-9660 2021年4月19日閲覧。
11. 1 2 3   この記事には現在パブリックドメインとなったGeneration of Mars Helicopter Rotor Model for Comprehensive Analyses Archived 1 January 2020 at the Wayback Machine., Witold J. F. Koning, Wayne Johnson, Brian G. Allan; NASA 2018からの記述が含まれています。
12. ↑  “Ingenuity Spots Rover Tracks During Ninth Flight” (英語).   NASA (2021年7月12日). 2021年7月12日閲覧。
13. 1 2  Levy, Max G.. “NASA Lands Ingenuity, the First-Ever Mars Helicopter” (英語). Wired. ISSN 1059-1028 2024年12月26日閲覧。
14. ↑  Decision expected soon on adding helicopter to Mars 2020, Jeff Fout, SpaceNews 4 May 2018
15. ↑  Decision expected soon on adding helicopter to Mars 2020, Jeff Fout, SpaceNews 4 May 2018
16. ↑  Chang, Kenneth (2021年4月30日). “NASA's Mars Helicopter Flies Again and Gets a New Mission - Ahead of a successful fourth flight, the agency announced that Ingenuity would continue to fly beyond its original month-long mission.”. The New York Times 2021年4月30日閲覧。
17. ↑  Strickland, Ashley (2021年4月30日). “After fourth successful flight, Mars helicopter gets a new mission”. CNN 2021年5月1日閲覧。
18. ↑  Chang, Kenneth (2020年6月23日). “Mars Is About to Have Its "Wright Brothers Moment" – As part of its next Mars mission, NASA is sending an experimental helicopter to fly through the red planet's thin atmosphere.”. The New York Times.  オリジナルの2020年6月23日時点におけるアーカイブ。 2021年3月7日閲覧。
19. ↑  Leone, Dan (2015年11月19日). “Elachi Touts Helicopter Scout for Mars Sample-Caching Rover”. SpaceNews.  オリジナルの2016年1月21日時点におけるアーカイブ。 2015年11月20日閲覧。
20. 1 2 3 4 5 6   この記事には現在パブリックドメインとなったMars Helicopter Technology Demonstrator Archived 1 April 2019 at the Wayback Machine. J. (Bob) Balaram, Timothy Canham, Courtney Duncan, Matt Golombek, Håvard Fjær Grip, Wayne Johnson, Justin Maki, Amelia Quon, Ryan Stern, and David Zhu; American Institute of Aeronautics and Astronautics (AIAA) SciTech Forum Conference 8–12 January 2018 Kissimmee, Florida doi:10.2514/6.2018-0023からの記述が含まれています。
21. ↑  Mars Rover Perseverance Set To Launch Drone. Today (American TV program). 24 March 2021. 2021年3月27日閲覧。
22. ↑  hang, Kenneth (2021年3月23日). “Get Ready for the First Flight of NASA's Mars Helicopter - The experimental vehicle named Ingenuity traveled to the red planet with the Perseverance rover, which is also preparing for its main science mission.”. The New York Times 2021年3月23日閲覧。
23. ↑  Johnson, Alana; Hautaluoma, Grey; Agle, DC (2021年3月23日). “NASA Ingenuity Mars Helicopter Prepares for First Flight”. NASA 2021年3月23日閲覧。
24. ↑  "NASA's Mars Helicopter: Small, Autonomous Rotorcraft To Fly On Red Planet" Archived 10 July 2018 at the Wayback Machine., Shubham Sharma, International Business Times, 14 May 2018
25. ↑   この記事には現在パブリックドメインとなった“Mars Helicopter a new challenge for flight”.   NASA (2018年7月). 2020年1月1日時点のオリジナルよりアーカイブ。2018年7月20日閲覧。からの記述が含まれています。
26. ↑  Chang, Kenneth (2021年4月19日). “NASA's Mars Helicopter Achieves First Flight on Another World - The experimental Ingenuity vehicle completed the short but historic up-and-down flight on Monday morning.”. The New York Times 2021年4月19日閲覧。
27. ↑  Status 290.
28. ↑  First Flight of the Ingenuity Mars Helicopter: Live from Mission Control. NASA. 19 April 2021. 2021年4月19日閲覧。
29. ↑  “Mars Helicopter completed full-speed spin test”. Twitter.   NASA (2021年4月17日). 2021年4月17日閲覧。
30. ↑  Mccurdy (2021年4月17日). “Mars Ingenuity flight scheduled for Monday, NASA says”. Mars Daily.  ScienceDaily. 2021年4月18日閲覧。
31. ↑  mars.nasa.gov. “NASA's Perseverance Captures Video, Audio of Fourth Ingenuity Flight” (英語). NASA’s Mars Exploration Program. 2021年5月7日閲覧。
32. 1 2  Gorman, Steve (2021年4月19日). “NASA scores Wright Brothers moment with first helicopter flight on Mars”. Reuters 2021年4月21日閲覧。
33. ↑  Gallentine, Jay (2021年4月20日). “The First Flight On Another World Wasn't on Mars. It Was on Venus, 36 Years Ago - Cool as it is, Ingenuity does not mark the dawn of extraterrestrial aviation.”. Air & Space/Smithsonian 2021年4月21日閲覧。
34. ↑  “火星ヘリ、翼損傷で運用終了　米、想定超え72回飛行”.   共同通信. 2024年1月26日閲覧。
35. ↑  Roulette, Joey (2024年1月26日). “米火星ヘリ、翼損傷でミッション終了 飛行距離は想定の14倍”. Reuters. 2024年1月27日閲覧。
36. ↑  Status 334.
37. ↑   この記事には現在パブリックドメインとなったMars Helicopter Scout. video presentation at Caltechからの記述が含まれています。
38. 1 2  “#MarsHelicopter pushes its Red Planet limits.” (英語). Twitter. 2021年7月5日閲覧。
39. 1 2  First Flight on Another Planet!. Veritasium. 10 August 2019. 2020年7月28日時点のオリジナルよりアーカイブ。2020年8月3日閲覧。
40. ↑  September 2017 (2017年9月12日). “Mars' Atmosphere: Composition, Climate & Weather” (英語). Space.com. 2021年3月10日閲覧。
41. ↑  Bachman (2021年4月19日). “Why flying a helicopter on Mars is a big deal”. phys.org. 2021年4月21日閲覧。 “Indeed, flying close to the surface of Mars is the equivalent of flying at more than 87,000 feet on Earth, essentially three times the height of Mount Everest, NASA engineers said. The altitude record for a helicopter flight on Earth is 41,000 feet.”
42. 1 2  https://jpl.nasa.gov.+“6 Things to Know About NASA's Mars Helicopter on Its Way to Mars” (英語). NASA Jet Propulsion Laboratory (JPL). 2021年1月21日閲覧。
43. ↑  Grip (2019年). “Flight Control System for NASA's Mars Helicopter” (英語).   NASA/JPL. 2021年4月16日閲覧。
44. ↑  NASA's Ingenuity Mars Helicopter's Next Steps. Media briefing. NASA/JPL. 30 April 2021. 2021年4月30日閲覧。
45. ↑  “How NASA Designed a Helicopter That Could Fly Autonomously on Mars”. IEEE Spectrum. (2021年2月17日).  オリジナルの2021年2月19日時点におけるアーカイブ。 2021年2月19日閲覧。
46. ↑  Matthies, Bayard; Delaune, Conway (2019). “Vision-Based Navigation for the NASA Mars Helicopter”. AIAA Scitech 2019 Forum (1411):  3. doi:10.2514/6.2019-1411. ISBN 978-1-62410-578-4.
47. ↑  On Mars, the amazing design of the radio link between Ingenuity and the Perseverance rover. Université de Rennes. 10 April 2021.
48. ↑  “NASA's Ingenuity helicopter makes maiden flight on Mars in a "Wright brothers moment"”. CBS News. 2021年4月21日閲覧。
49. ↑  Potter, Sean (2021年3月23日). “NASA Ingenuity Mars Helicopter Prepares for First Flight”. NASA
50. ↑  “NASA's Ingenuity Mars Helicopter Succeeds in Historic First Flight”. Mars Exploration Program.  NASA (2021年4月19日). 2021年4月19日閲覧。
51. ↑  Amos, Jonathan (2021年4月19日). “NASA successfully flies small helicopter on Mars”.   BBC. 2021年4月19日閲覧。
52. ↑  “NASA's Mars helicopter Ingenuity successfully completed its historic first flight”. CNN. 2021年4月19日閲覧。
53. ↑  Johnson, Alana; Hautaluoma, Grey; Agle, DC; Northon, Karen (2021年4月19日). “Release 21-039 - NASA's Ingenuity Mars Helicopter Succeeds in Historic First Flight”. NASA 2021年4月19日閲覧。

### ステータスレポート
- Bob Balaram (2021年3月19日). “How is the Weather on Mars?”. Status #287.   NASA/JPL. 2021年7月25日閲覧。
- Bob Balaram (2021年4月2日). “It's Cold on Mars” (英語). Status #288.   NASA/JPL. 2021年4月2日閲覧。
- “When Should Ingenuity Fly?”. Status #289.   NASA/JPL (2021年4月8日). 2021年7月25日閲覧。
- “Work Progresses Toward Ingenuity's First Flight on Mars”. Status #290.   NASA/JPL (2021年4月12日). 2021年7月25日閲覧。
- “Mars Helicopter Flight Delayed to No Earlier than April 14”. Status #291.   NASA/JPL (2021年4月10日). 2021年7月25日閲覧。
- Ingenuity Flight Team (2021年4月16日). “Working the Challenge: Two Paths to First Flight on Mars”. Status #292.   NASA/JPL. 2021年7月25日閲覧。
- MiMi Aung (2021年4月17日). “Why We Choose to Try Our First Helicopter Flight on Monday”. Status #293.   NASA/JPL. 2021年7月25日閲覧。
- MiMi Aung (2021年4月21日). “We're Getting Ready for Ingenuity's Second Flight”. Status #294.   NASA/JPL. 2021年7月25日閲覧。
- Håvard Grip (2021年4月23日). “We Are Prepping for Ingenuity's Third Flight Test” (英語). Status #295.   NASA/JPL. 2021年4月23日閲覧。
- “Mars Helicopter's Flight Four Rescheduled”. Status #296.   NASA/JPL (2021年4月29日). 2021年7月25日閲覧。
- MiMi Aung (2021年4月30日). “Ingenuity Completes Its Fourth Flight”. Status #297.   NASA/JPL. 2021年7月25日閲覧。
- Håvard Grip (2021年4月30日). “What We're Learning About Ingenuity's Flight Control and Aerodynamic Performance”. Status #298.   NASA/JPL. 2021年7月25日閲覧。
- Josh Ravich (2021年5月6日). “Why Ingenuity's Fifth Flight Will Be Different”. Status #299.   NASA/JPL. 2021年7月25日閲覧。
- Bob Balaram, Jeremy Tyler (2021年5月10日). “Keeping Our Feet Firmly on the Ground”. Status #301.   NASA/JPL. 2021年7月25日閲覧。
- “Plans Underway for Ingenuity's Sixth Flight”. Status #302.   NASA/JPL (2021年5月19日). 2021年7月25日閲覧。
- Håvard Grip (2021年5月27日). “Surviving an In-Flight Anomaly: What Happened on Ingenuity's Sixth Flight”. Status #305.   NASA/JPL. 2021年7月25日閲覧。
- “Ingenuity Flight 7 Preview”. Status #306.   NASA/JPL (2021年6月4日). 2021年7月25日閲覧。
- Teddy Tzanetos (2021年6月25日). “Flight 8 Success, Software Updates, and Next Steps”. Status #308.   NASA/JPL. 2021年7月25日閲覧。
- Håvard Grip & Bob Balaram (2021年7月2日). “We're Going Big for Flight 9”. Status #313.   NASA/JPL. 2021年7月25日閲覧。
- Håvard Grip and Ken Williford (2021年7月7日). “Flight 9 Was a Nail-Biter, but Ingenuity Came Through With Flying Colors”. Status #314.   NASA/JPL. 2021年7月25日閲覧。
- Teddy Tzanetos (2021年7月23日). “Aerial Scouting of 'Raised Ridges' for Ingenuity's Flight 10”. Status #316.   NASA/JPL. 2021年7月25日閲覧。
- Josh Ravich (2021年8月4日). “North-By-Northwest for Ingenuity's 11th Flight”. Status #318.   NASA/JPL. 2021年8月5日閲覧。
- Teddy Tzanetos (2021年8月15日). “Better By the Dozen – Ingenuity Takes on Flight 12”. Status #321.   NASA/JPL. 2021年8月15日閲覧。
- Teddy Tzanetos, Håvard Grip (2021年9月3日). “Lucky 13 – Ingenuity to Get Lower for More Detailed Images During Next Flight”. Status #329.   NASA/JPL. 2021年9月3日閲覧。
- Håvard Grip (2021年9月15日). “Flying on Mars Is Getting Harder and Harder”. Status #334.   NASA/JPL. 2021年9月15日閲覧。
- Jaakko Karras (2021年9月28日). “2,800 RPM Spin a Success, but Flight 14 Delayed to Post Conjunction”. Status #336.   NASA/JPL. 2021年9月28日閲覧。